# 天主教拉菲亞教區
天主教拉菲亞教區（拉丁語：Dioecesis Lafiensis）是尼日利亞一個羅馬天主教教區，屬阿布賈總教區。
教區於2000年12月5日成立，位於納薩拉瓦州；2004年時有教友189,686人（佔轄區人口10.2%）、十五個堂區和卅四名司鐸。教區主教現時出缺。